# Chris Flores
Christiane Manolio Valladão Flores (São Paulo, 24 de outubro de 1977), mais conhecida como Chris Flores, é uma apresentadora e jornalista brasileira. Apresentou o Hoje em Dia, BBQ Brasil, Fábrica de Casamentos e Fofocalizando.

## Biografia
Filha de Soeli Manolio e Gilberto Valladão Flores, irmã do economista Roberto Manolio Valladão Flores, é casada com o fotógrafo Ricardo Corrêa e tem um filho, Gabriel. Formada em jornalismo pela Pontifícia Universidade Católica de São Paulo (PUC-SP), em 1998, começou a carreira como assistente de redação em agências de comunicação. Na área empresarial, foi repórter de publicações de importantes corporações e instituições, como Perdigão, Pfizer e OAB.[carece de fontes?]

## Carreira

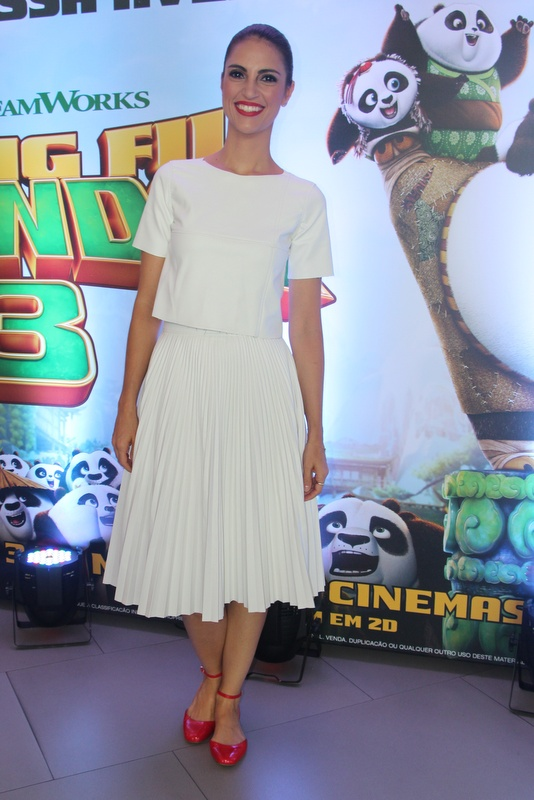
Flores no evento do filme Kung Fu Panda 3

Chris começou como jornalista em 1998 trabalhando como estagiária de assessoria de imprensa na campanha política do governador de São Paulo Mário Covas. Na sequência foi repórter das revistas Aventuras na História, Manequim, Criativa, Contigo! e Minha Novela. Estreou na televisão em 2004 como colunista de celebridades do jornalístico Tudo a Ver e, posteriormente, Programa da Tarde. Em 2007, se tornou colunista do Hoje em Dia, do qual se tornou apresentadora em 2009 ao lado de Ana Hickmann, Edu Guedes e Britto Júnior e, posteriormente, Gianne Albertoni e Celso Zucatelli.[carece de fontes?] Como apresentadora do programa, ficou conhecida por "desmascarar" o caso da Grávida de Taubaté, em 2012. Deixou o comando do Hoje em Dia em 9 de janeiro de 2015 para apresentar o reality show Troca de Família entre 2015 e 2016. Também apresentava o programa Ressoar, que vai ao ar na Record News todos os sábados e domingos, e também foi blogueira do R7. Em 06 de setembro de 2016, Chris anunciou sua saída da RecordTV.

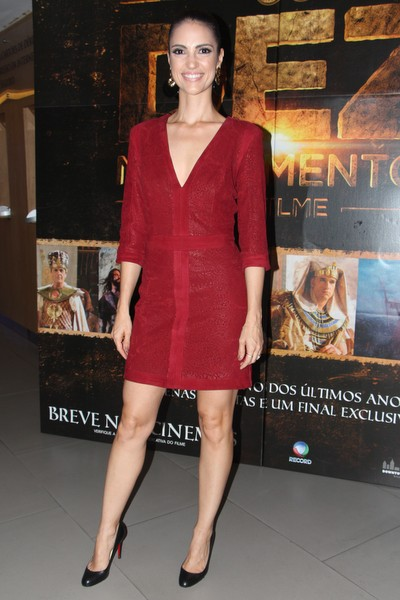
Flores no evento de divulgação de Os Dez Mandamentos - O Filme, da Record Filmes.

Em 09 de setembro, Chris assinou contrato com o SBT para comandar o reality Fábrica de Casamentos, ao lado do chef Carlos Bertolazzi, que estreou em março de 2017. Em setembro, ainda nesse ano, estreou no comando do reality show BBQ Brasil: Churrasco na Brasa, com final previsto para dezembro de 2017. Em março de 2018, ela comandou a segunda temporada do reality Fábrica de Casamentos. Mas antes, em janeiro do mesmo ano, fez participações no programa Fofocalizando, na cobertura de férias dos apresentadores titulares, onde acabou se tornando apresentadora fixa. Também em 2018, Flores comandou um reality de moda no canal de TV paga Discovery Home & Health chamado 5 Looks.[carece de fontes?]

## Filmografia

### Televisão
| Ano           | Título                         | Cargo         | Notas                      | Emissora                |
| ------------- | ------------------------------ | ------------- | -------------------------- | ----------------------- |
| 2004–2006     | Tudo a Ver                     | Apresentadora | Quadro: Astros e Estrelas  | Record                  |
| 2007–2009     | Programa da Tarde              | Apresentadora | Quadro: Mundo das Estrelas | Record                  |
| 2007–2014     | Hoje em Dia                    | Apresentadora |                            | Record                  |
| 2008–2015     | Ressoar                        | Apresentadora |                            | Record News             |
| 2014          | Família Record                 | Apresentadora |                            | Record                  |
| 2015–2016     | Troca de Família               | Apresentadora |                            | Record                  |
| 2016–presente | Teleton                        | Apresentadora |                            | SBT                     |
| 2017–2020     | Fábrica de Casamentos          | Apresentadora |                            | SBT                     |
| 2017–2018     | BBQ Brasil: Churrasco na Brasa | Apresentadora |                            | SBT                     |
| 2018          | 5 Looks                        | Apresentadora |                            | Discovery Home & Health |
| 2020          | Bake Off Brasil: Mão na Massa  | Apresentadora |                            | SBT                     |
| 2020–2021     | Triturando                     | Apresentadora |                            | SBT                     |
| 2021–2023     | Fofocalizando                  | Apresentadora |                            | SBT                     |

### Internet
| Ano           | Título          | Cargo         | Plataforma |
| ------------- | --------------- | ------------- | ---------- |
| 2014-presente | TV Chris Flores | Apresentadora | YouTube    |

## Prêmios e indicações
| Ano  | Prêmio                    | Categoria              | Indicação             | Resultado |
| ---- | ------------------------- | ---------------------- | --------------------- | --------- |
| 2020 | Melhores do Ano NaTelinha | Melhor Apresentador(a) | Fábrica de Casamentos | Venceu    |
| 2020 | Prêmio Área VIP           | Melhor Apresentadora   | Fábrica de Casamentos | Venceu    |
| 2020 | Prêmio Notícias da TV     | Melhor Apresentadora   | Fábrica de Casamentos | Indicada  |
| 2021 | Melhores do Ano - RD1     | Melhor Apresentadora   | Fábrica de Casamentos | Pendente  |